# Bocca di Leone (Venezia)

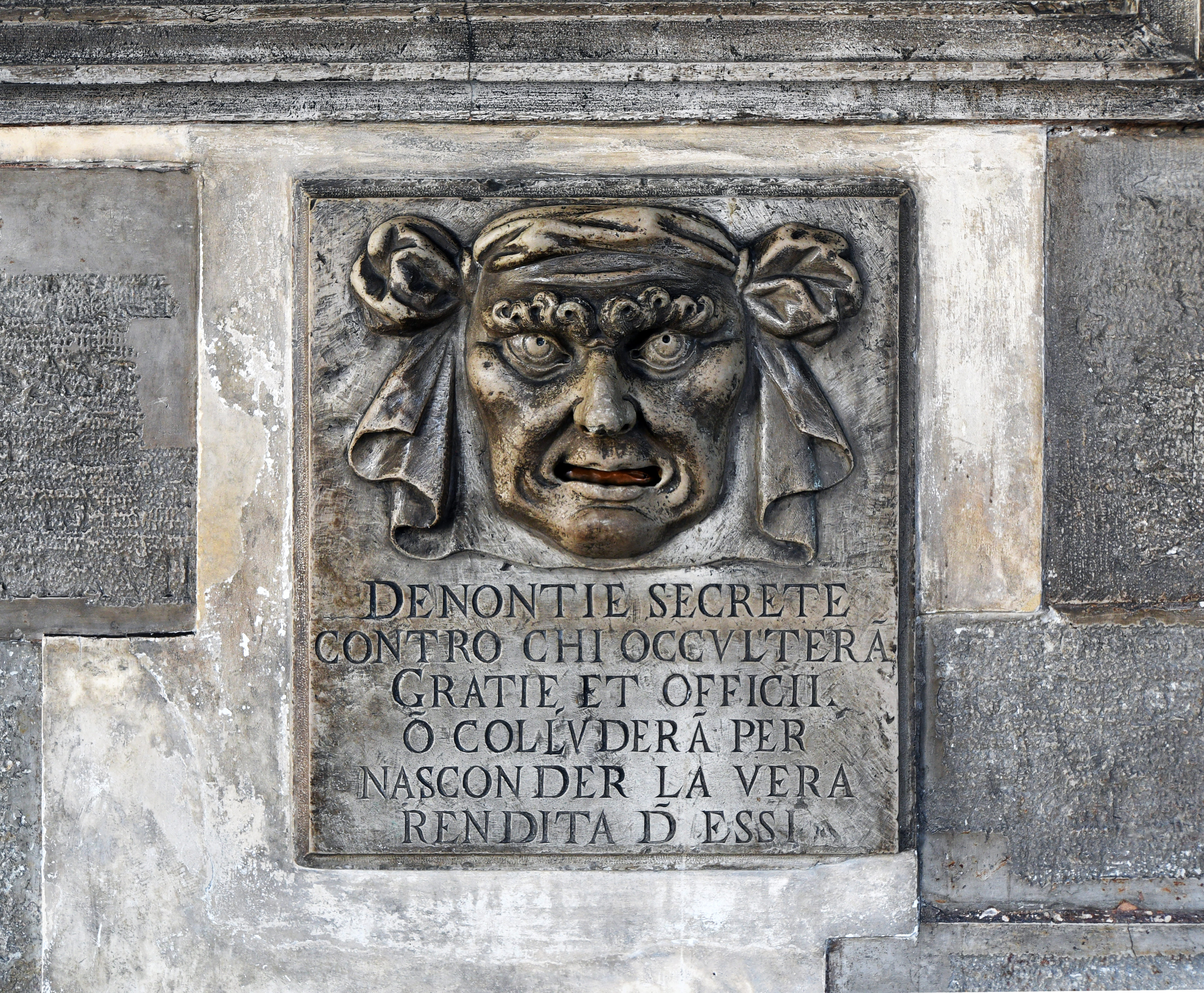
Bocca di Leone per raccogliere le denunce segrete, finalizzate a disvelare l'occultamento di grazie concesse e doveri esatti dallo Stato, e delle rendite provenienti da essi.

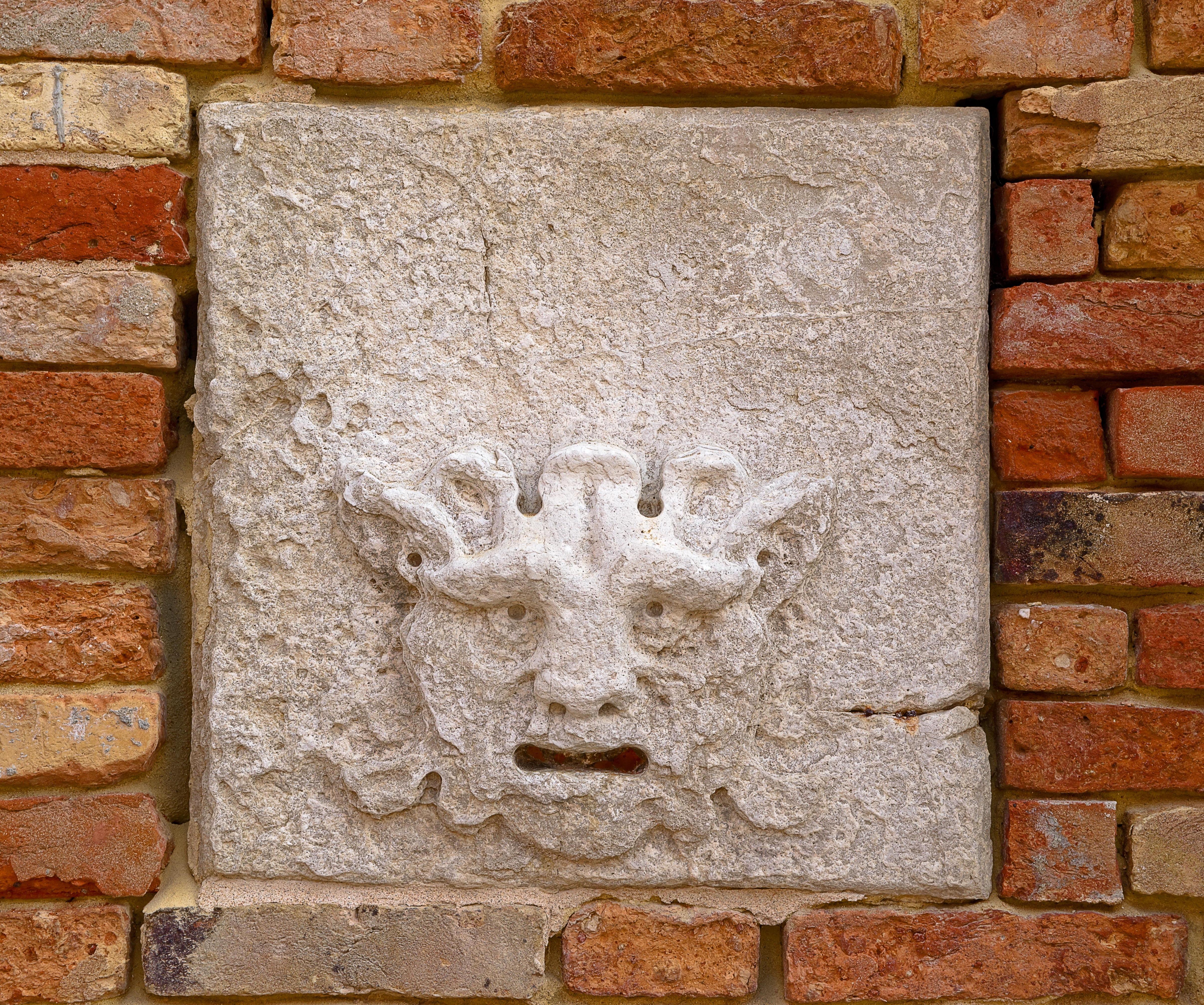
Bocca di Leone, chiesa di San Martino

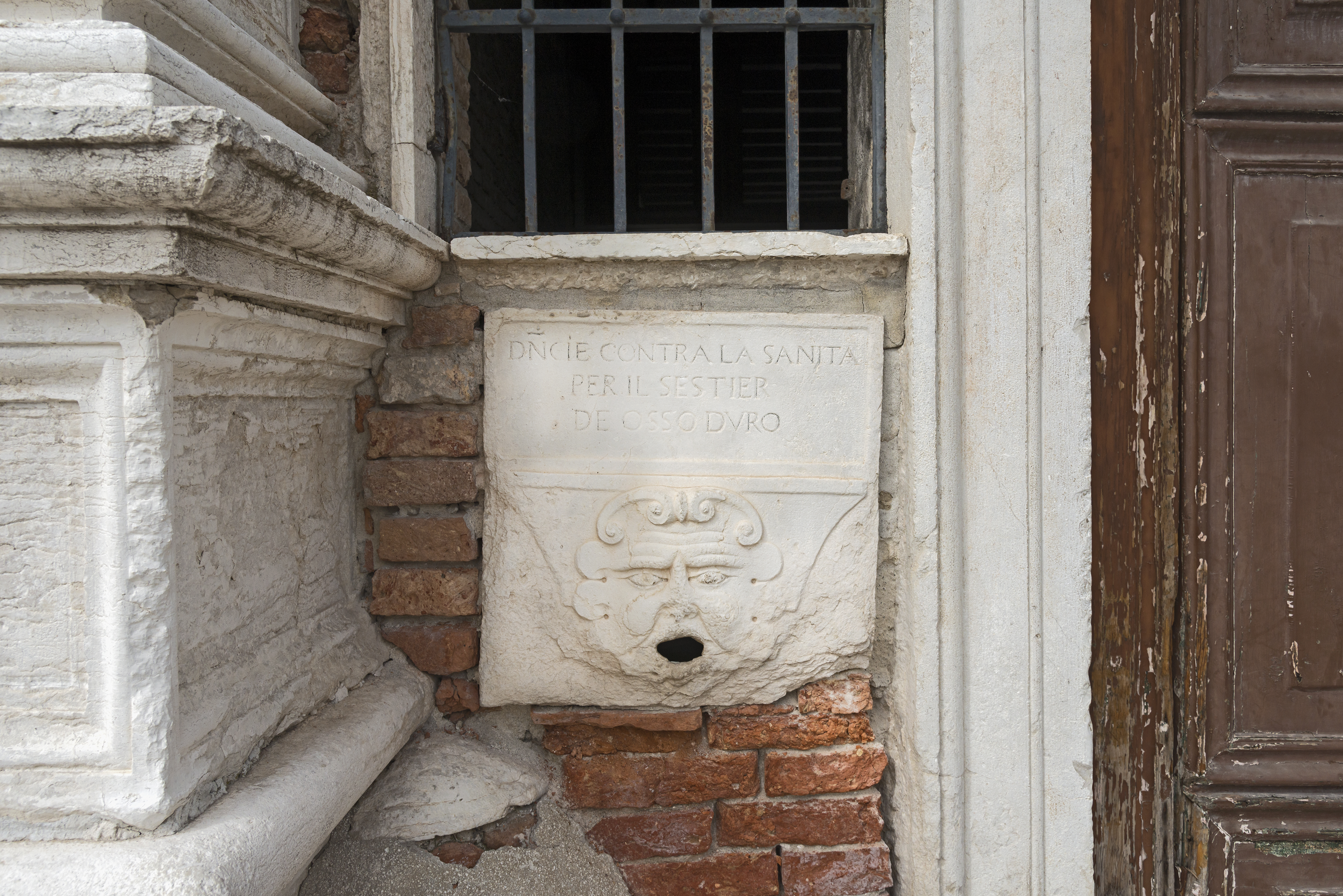
Bocca di Leone, Santa Maria della Visitazione

Con bocca di leone (veneziano: Boche de Leon), nell'antica Repubblica di Venezia, si indicavano dei particolari contenitori, simili alle odierne cassette postali, sparse per la città di Venezia e in particolare nei pressi e all'interno del Palazzo Ducale, destinate a raccogliere le denunce segrete destinate ai Magistrati.

## Caratteristiche ed uso
Il nome di bocche deriva dal fatto che tali contenitori recavano spesso, esteriormente scolpito, l'aspetto di fauci spalancate, al disopra della dicitura del tipo di denunce che erano destinate a raccogliere. Il fatto, poi, che spesso tali bocche fossero rappresentate in forma di muso leonino, a ricordare il leone di san Marco, simbolo dello Stato veneziano, è all'origine del comune nome di boche de Leòn.
Le denunzie, pur garantite dal segreto, non potevano rigorosamente essere anonime, pena la distruzione, a meno che non riferissero di casi di particolare e speciale gravità, nel qual caso le magistrature avevano l'obbligo di effettuare un attento vaglio prima di procedere. Tali denunce, che spaziavano sul più ampio campo di reati, risultavano in particolare essenziali per il funzionamento degli speciali tribunali preposti alla sicurezza dello Stato: gli Inquisitori di Stato e, soprattutto, il temibile Consiglio dei Dieci.

## Riferimenti
L'atto primo dell'opera La Gioconda di Amilcare Ponchielli s'intitola La bocca del leone perché uno dei personaggi, Barnaba, durante il monologo "O monumento!", inserisce proprio in una bocca di Leone una denuncia che accusa i due amanti Enzo e Laura.